# I. Abdullah király mecset
Az I. Abdullah király mecset Jordánia fővárosában, Ammánban áll. A hatalmas építményt 1989-ben fejezték be, egyszerre hétezer hívő fér el benne és még háromezer a kertjében. Ammánban ez az egyetlen mecset, amelyben szívesen látják a nem muzulmán látogatókat.
A nyolcszögletű mecsetet egy 35 méter átmérőjű kupola díszíti, amelyet egyetlen oszlop sem tart. A belső falra a Koránból vett idézeteket faragtak. A nők számára egy kisebb, 500 fős, a királyi család részére pedig egy ennél is kisebb szentély áll rendelkezésre.
A mecsetben egy kicsi múzeum is működik, amelyben a névadó, I. Abdullah király fényképeit és személyes tárgyait állították ki. Láthatók még muzulmán művészeti alkotások, érmék és kőfaragások.

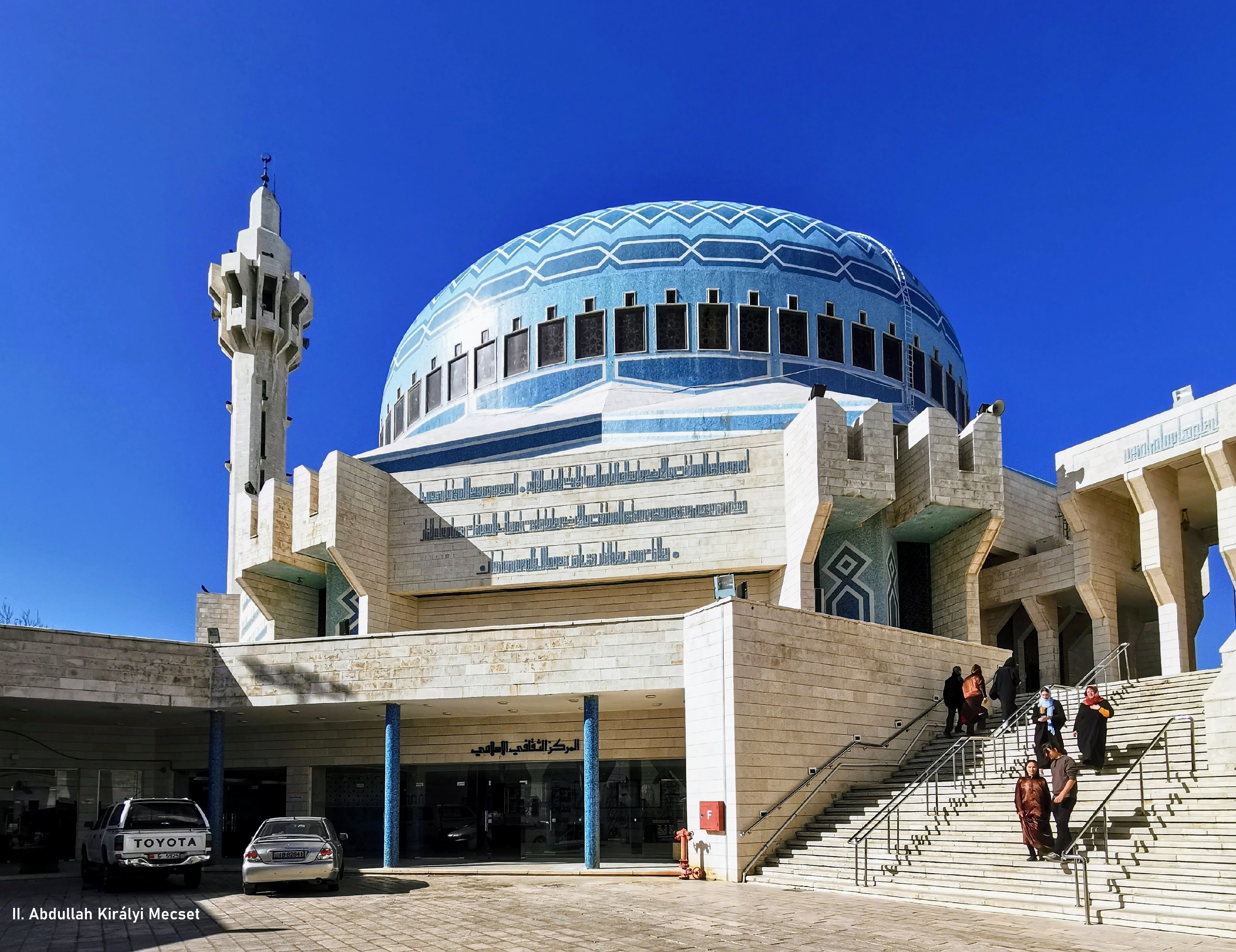
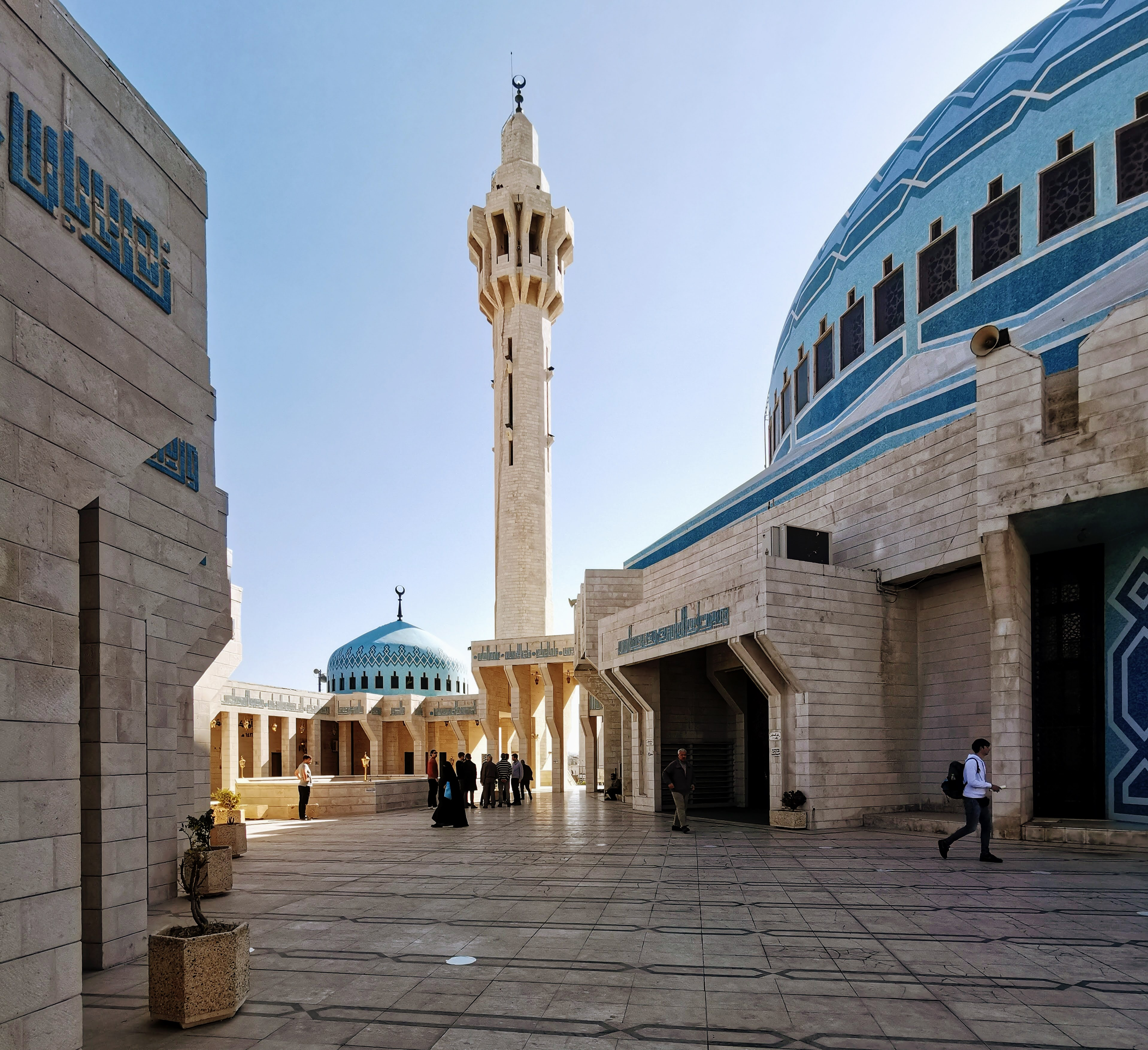
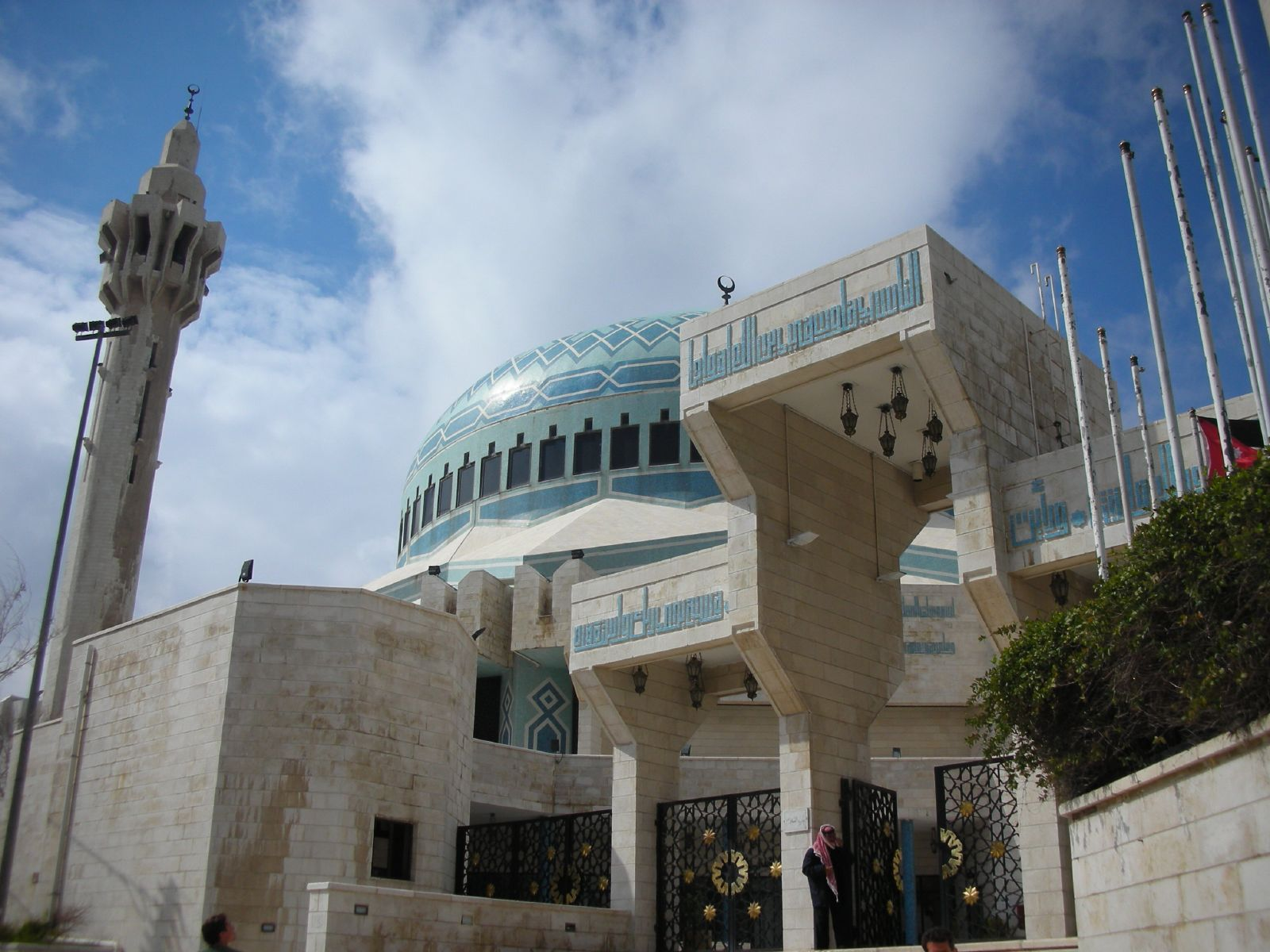
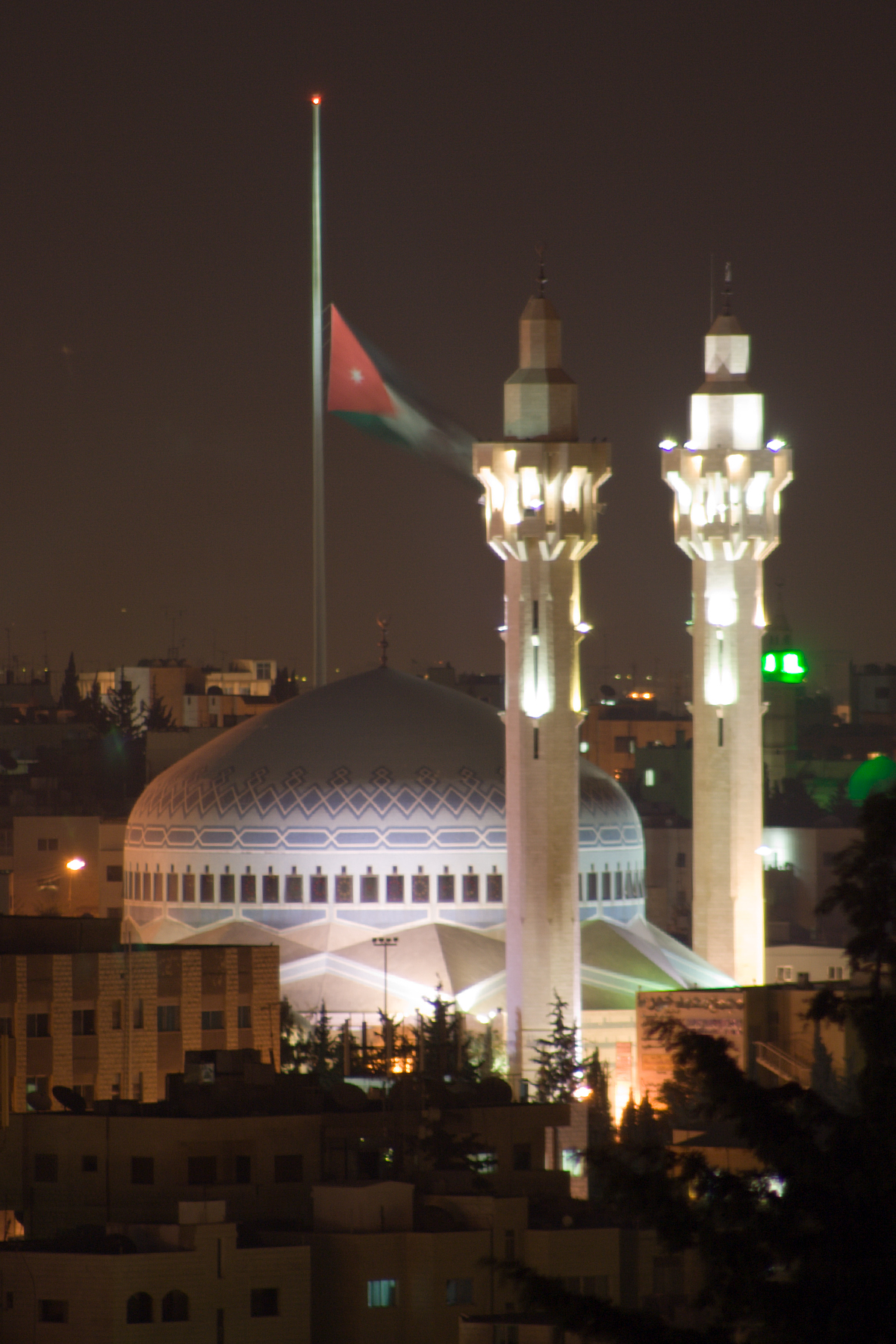
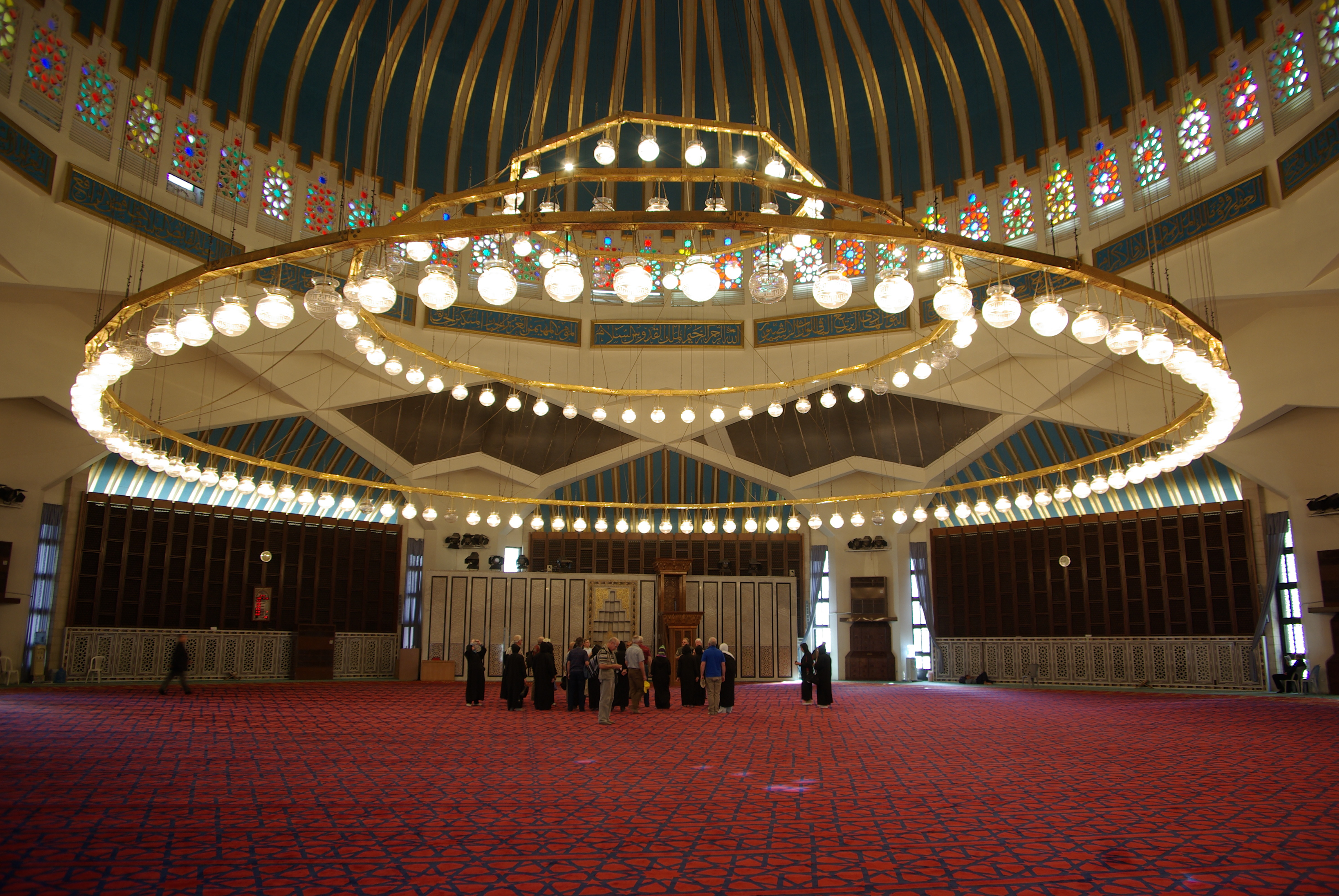
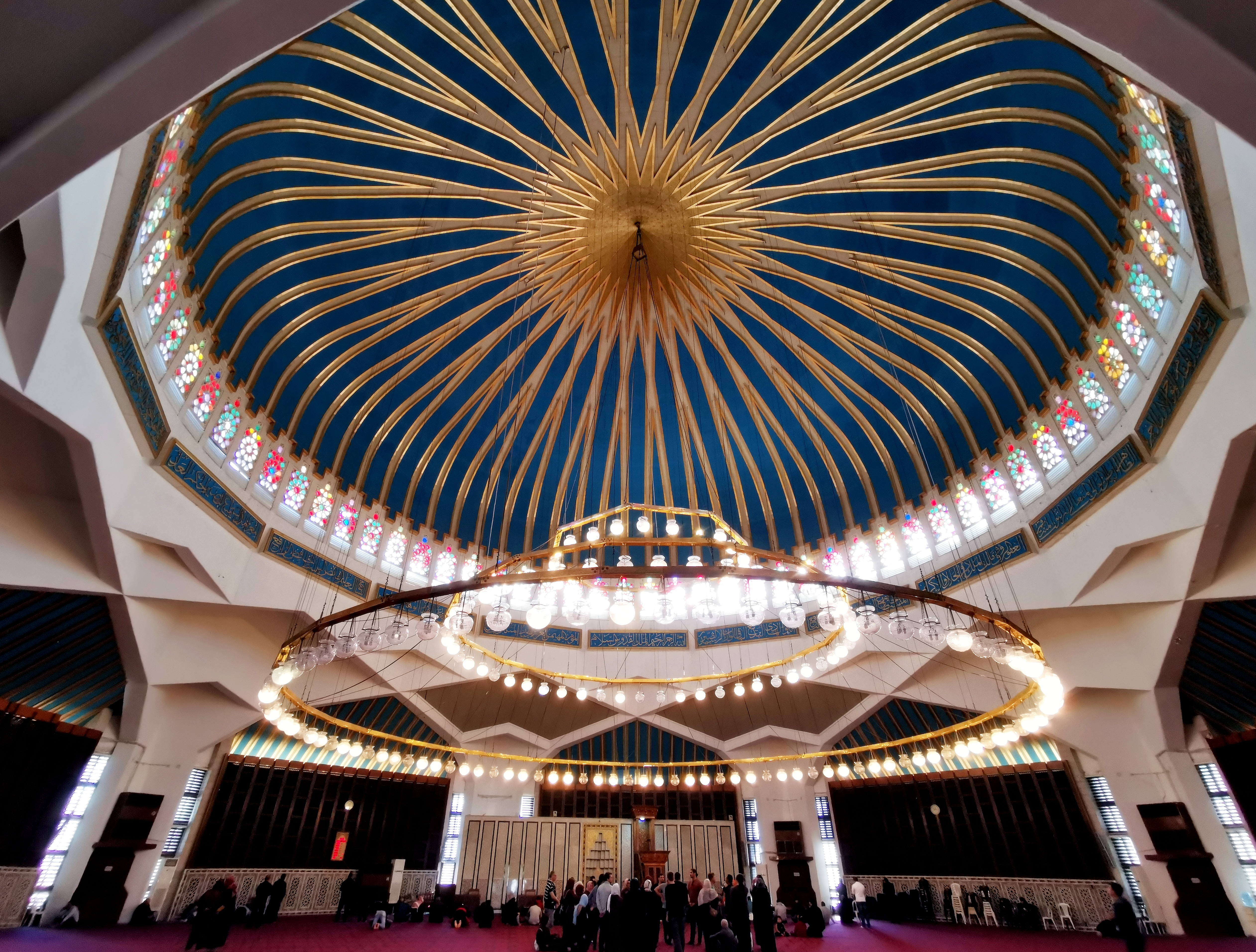